# Lanreath
Lanreath – wieś w Anglii, w Kornwalii. Leży 76 km na północny wschód od miasta Penzance i 335 km na zachód od Londynu. W 2001 miejscowość liczyła 514 mieszkańców.